# 피시 댄스
피시 댄스(일본어: フィッシュ・ダンス)는 고베 항 메리켄 파크에 세워진 높이 21m의 거대한 물고기 모양의 오브제이다. 1987년 고베 개항 120주년을 기념해 설치되었다. 건축가 프랭크 게리가 설계를, 안도 타다오가 감수를 담당한 예술 작품이다.